# Symbolab
Symbolab es un motor de respuesta desarrollado por EqsQuest Ltd. Es un servicio en línea que calcula soluciones paso a paso a problemas matemáticos en una variedad de materias.

## Historia
Symbolab fue lanzado a finales de 2011 por tres israelíes, Michal Avny (director ejecutivo, Adam Arnon (científico jefe) y Lev Alyshayev (director de tecnología. Crearon un motor que puede interpretar una ecuación introducida por el usuario o un problema simbólico y encontrar la solución si existe. Luego agregaron la capacidad de mostrar todos los pasos que explican el cálculo.
Eqsquest comenzó en 2011 como un motor de búsqueda semántica matemática. El énfasis se desvió gradualmente hacia soluciones paso a paso para problemas de matemáticas de nivel secundario y universitario. 
Symbolab se basa en algoritmos de aprendizaje automático para los aspectos de búsqueda y solución del motor.

## Adquisición
Eqsquest fue adquirido por Course Hero en octubre de 2020.